# Pilares
Pilares és un barri de la Zona Nord del municipi del Rio de Janeiro.
El seu IDH, l'any 2000, era de 0,831, el 68 millor del municipi de Rio.
A més d'estar a prop del barri de Méier i de Madureira, molt comercials, és també atès pel Norte Shopping, el segon shopping center de Rio, que es localitza en el barri veí, i una varietat raonable de segments comercials, tenint un centre comercial junt al Largo dos Pilares i Avinguda João Ribeiro.
Un dels punts atractius del barri és l'escola de samba Caprichosos de Pilares, situada, peculiarment, sota el viaducte Cristóvão Colombo. També queda situat en el barri l'escola de samba Difícil é o Nome, en la cantonada entre l'Avinguda Dom Hélder Càmera i el Carrer Francisca Vidal. El barri limita amb Inhaúma, Abolição, Piedade, Engenho de Dentro, Engenho da Rainha i Tomás Coelho.
En el barri també està situada una part de la comunitat del Morro del Urubu, que es troba en el límit del barri.

## Història
L'àrea del barri de Pilares formava part de la freguesia de São Tiago de Inhaúma, creada pel Pare Custódio Coelho. S'hi van instal·lar dues grans hisendes: la Quinta de Sant’ana i la de Capão, aquesta última pertanyent al Bisbe José Joaquim Justiniano Castelo Blanc i la primera a João Barbosa Sá Freire. El Bisbe Castelo Blanc es va convertir en propietari de les dues hisendes, donant-les posteriorment a parents. El 1873, les hisendes pertanyien la Francisca Carolina de Mendonça Zieze i seu gendre Gaspar Augusto Nascente Zieze, donants del terreny en el qual la Irmandade de São Benedito dos Pilares aixecaria la seva capella, remodelada més tard pel Pare José Corrêa i actual Parróquia de São Benedito.
Existeixen dues versions per al nom del barri. En la primera, el nom derivaria de la “Venda dos Pilares”, a causa dels ornaments de pedra de l'edificació. La segona va sorgir en l'època de la família real en Brasil, a Largo hi havia petits pilars al voltant d'una font d'aigua. Els pilars eren per a lligar els cavalls, a fi que beguessin aigua de la referida font. Largo dos Pilares era una de les parades del camí real de Santa Cruz, on avui es troba l'Avinguda Dom Hélder Càmera.
A Largo de Pilares, com encara avui és denominat, hi havia el creuament de tres vies molt importants per la distribució de les mercaderies que venien de Mines Gerais, de São Paulo i de l'interior del municipi (com Jacarepaguá): eren la Carretera Reial de Santa Cruz (actual Avinguda Dom Hélder Càmera), Carretera de la Platja d'Inhaúma (avui Carrer Alvaro de Miranda) i Carretera Nova de Pavuna (Av. João Ribeiro), que anava fins al port de Pavuna.
Amb la implantació del Ferrocarril Melhoramentos do Brasil, després Linha Auxiliar, va ser inaugurada, el 1898, l'estació Cintra Vidal, en homenatge al professor Cintra Vidal, amo del primer col·legi de tota aquesta regió. Actualment, l'estació rep la denominació de Cintra Vidal-Pilares i integra la Supervia. Abans existia l'estació Terra Nova – que donava nom a un tram del barri de Pilares -, inaugurada el 1905 i desactivada en la dècada de 1970.
En la dècada de 50 el barri tenia un fort comerç, atraient allà persones d'altres zones del municipi. Existien grans indústries i un gran comerç en el lloc, amb això va sorgir l'associació anomenada Centro Comercial e Industria de Pilares, CCIP, que, més tard, es convertiria en un club social.
El 1965, amb el govern Carlos Lacerda, va ser inaugurat el Viaducte Cristóvão Colombo sobre la línia auxiliar, a prop de Cintra Vidal, connectant Pilares amb Inhaúma. El 1997, amb la inauguració de la via expressa Linha Amarela elevada sobre el carrer José dos Reis, el barri de Pilares va passar a tenir accés directe a l'Avinguda Brasil i a Barra da Tijuca.
Per carnaval, el barri té presència amb les Escoles de Samba GRES Caprichosos de Pilares, fundada el 1949, amb els colors blau i blanc, per dissidents d'Unidos da Terra Nova i GRES Difícil é o Nome, fundada el 1973, amb els colors vermell i blanc.
El 1972, una tragèdia va sacsejar els habitants del barri de l'època: l'ensorrament del Supermercat Ideal. Van haver 14 morts i més de 100 ferits. El motiu de l'ensorrament, segons els informes d'experts, va ser a causa de fallades en la construcció. El supermercat havia estat inaugurat un mes abans de l'ensorrament i, segon relats, l'obra va ser anticipada, sense pensar en les conseqüències. Encara va ser revelat que el supermercat estava funcionant sense la "cèdula d'habitabilitat" i amb un permís provisional, amb 90 dies de validesa.

## Dades
El barri de Pilares forma part de la regió administrativa de Méier. Els barris integrants de la regió administrativa són: Abolição, Água Santa, Cachambi, Encantado, Engenho de Dentro, Engenho Novo, Jacaré, Lins de Vasconcelos, Méier, Piedade, Pilares, Riachuelo, Rocha, Sampaio, São Francisco Xavier i Todos os Santos.